# Purdil Khan
Purdil Khan (... – Kapisa, luglio 1930) è stato un politico e generale afghano.
Fu ministro della difesa dell'Afghanistan sotto il regno di Habibullāh Kalakāni durante la guerra civile afghana (1928-1929), divenendo poi per breve tempo capo di un movimento di rivolta nel luglio del 1930.

## Biografia
Purdil era zio dell'emiro Habibullāh Kalakāni dell'Afghanistan.

### Il ruolo nella guerra civile del 1928-1929
Purdil venne nominato feldmaresciallo dell'esercito afghano saqqawista nel gennaio del 1929, dopo la cattura di Kabul. Dal 24 marzo di quello stesso anno, Purdil divenne ministro della difesa dello stato.
Dopo che i saqqawisti ebbero catturato Kandahar, Purdil mediò presso Kalakani affinché Ali Ahmad Khan venisse risparmiato, ma questa grazia gli venne negata.
Purdil combatté quindi nelle battaglie di Maydan, Shaykhabad, Ghazni, Kalat, Kandahar e Kabul per tutto il 1929 e sino a quando il governo del nipote non decadde a favore dell'ex re dell'Afghanistan che riconquistò il trono.

### La rivolta del Kuhistan e la morte
Dopo la guerra civile e la detronizzazione del nipote Pudril venne costretto a fuggire, ma si impegnò da subito per l'organizzazione di una nuova rivolta contro il nuovo governo. A luglio del 1930, i saqqawisti combatterono contro le forze governative in quello che poi divenne il distretto del Kohistan, nella provincia di Kapisa. La rivolta venne soffocata nel giro di una settimana. Dopo la repressione della rivolta, 3000 ribelli vennero catturati e 11 dei loro capi vennero giustiziati, mentre il resto degli uomini ottenne di poter ritornare alle proprie case. Purdil rimase ucciso durante gli scontri.